# Herb powiatu starachowickiego
Herb powiatu starachowickiego – jeden z symboli powiatu starachowickiego, ustanowiony 23 listopada 2000.

## Wygląd i symbolika
Herb przedstawia na tarczy w polu błękitnym krzyż patriarchalny złoty ponad trzema złotymi koronami w układzie 2 i 1. Krzyż nawiązuje do przynależności powiatu do województwa świętokrzyskiego, natomiast trzy korony symbolizują historię powiatu (spadkobierca powiatu iłżeckiego) – jest to herb kapituły krakowskiej; symbol ten umieszczono też w herbie Iłży.